# 20329 Манфро
20329 Манфро (20329 Manfro) — астероїд головного поясу, відкритий 20 квітня 1998 року.
Тіссеранів параметр щодо Юпітера — 3,527.